# Ga GamgokJanghowon
Ga GamgokJanghowon (Tiếng Hàn: 감곡장호원역, Hanja: 甘谷長湖院驛) là ga đường sắt trên Tuyến Jungbu Naeryuk nằm ở Gamgok-myeon, Eumseong-gun, Chungcheongbuk-do, Hàn Quốc.

## Lịch sử
- 29 tháng 6 năm 2021: Tên ga 112 được xác nhận là Ga GamgokJanghowon[1]
- 17 tháng 11 năm 2021: Thông báo bảng cự ly đường sắt [2]
- 31 tháng 12 năm 2021: Bắt đầu kinh doanh khai trương

## Bố trí ga
| ↑ Ganam           |
| １２ \|           |
| Angseongoncheon ↓ |

| １ | Tuyến Jungbu Naeryuk | KTX | ← Hướng đi Bubal · Pangyo              |
| ２ | Tuyến Jungbu Naeryuk | KTX | → Hướng đi Angseongoncheon · Chungju → |